# Federação Cabo-Verdiana de Basquetebol

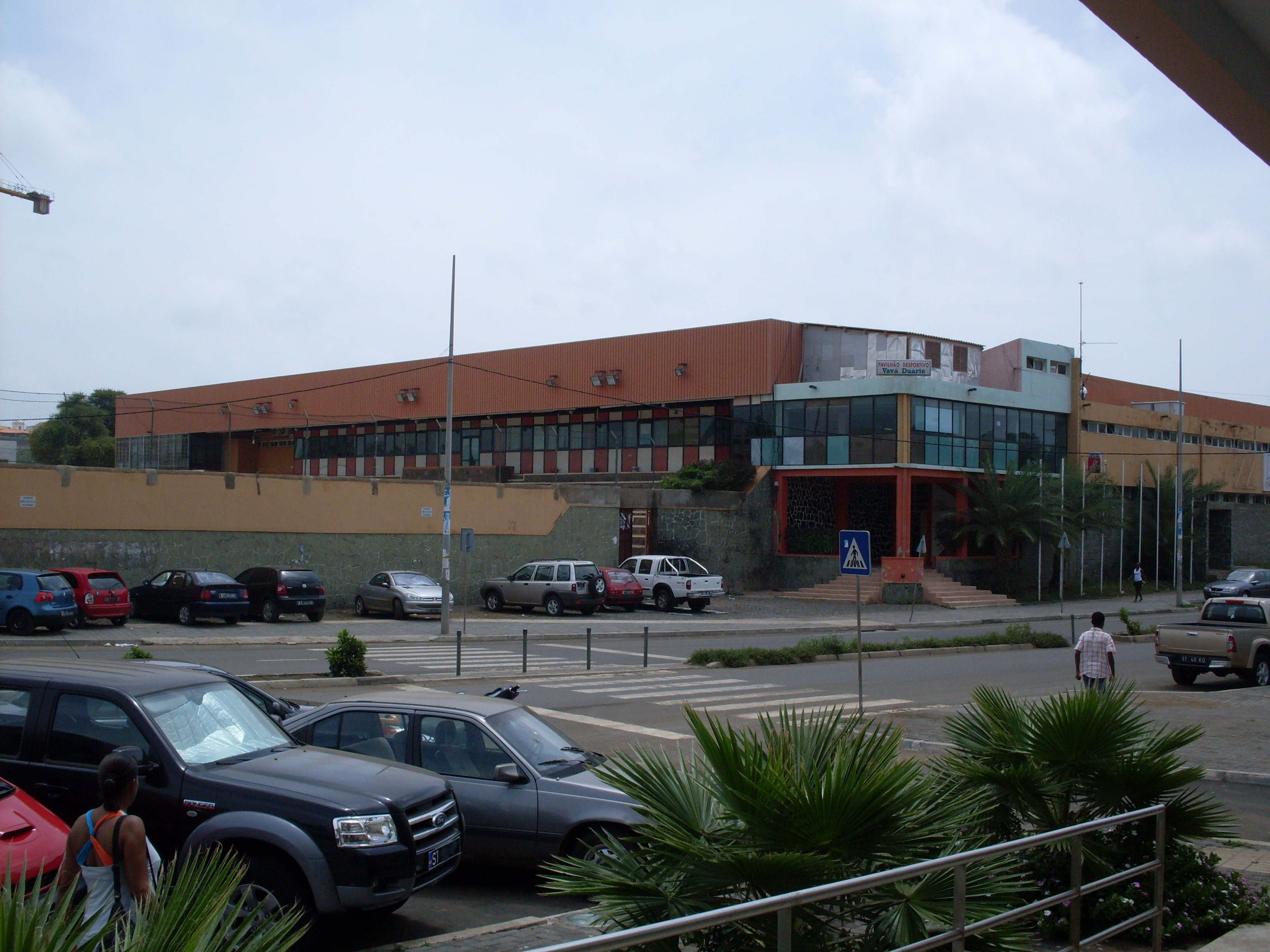
A sede da FCBB, o Pavilhão Desportivo Vává Duarte em Chã de Areia, na capital caboverdiana Praia.

A Federação Caboverdiana de Basquetebol (FCBB) é a federação que orienta e regulamenta as competições de Basquetebol em Cabo Verde. O seu presidente é Mário Correia.
Foi fundada em 1986, e em 1988 afiliou-se à Federação Internacional de Basquetebol.
A FCBB controla as seleções nacionais, entre elas a Seleção Caboverdiana de Basquetebol Masculino. O melhor resultado da seleção foi o terceiro lugar conquistado no Campeonato Áfricano de Selecções de 2007 em Angola. Também de mencionar a medalha de bronze conquistada nos Jogos da Lusofonia de 2006, e a de prata nos Jogos da Lusofonia de 2009.